# انتخابات پارلمانی اقلیم کردستان عراق (۲۰۱۸)
انتخابات پارلمانی اقلیم کردستان عراق (انگلیسی: Iraqi Kurdistan parliamentary election, 2018) در ۲۰ اکتبر ۲۰۱۸ بر اساس اعلام نتایج انتخابات پارلمانی اقلیم کردستان عراق، حزب دموکرات کردستان به رهبری مسعود بارزانی با کسب ۴۵ کرسی در صدر قرار گرفت. حزب اتحادیه میهنی کردستان به عنوان رقیب همیشگی حزب دموکرات کردستان نیز با کسب ۲۱ کرسی در جایگاه دوم این انتخابات قرار گرفته‌است. حزب دموکرات کردستان در حال حاضر نیز حزب حاکم در دولت منطقه‌ای اقلیم است.

## پیشینه
پس از پایان جنگ خلیج فارس در سال ۱۹۹۱، جنگ داخلی کردستان عراق بین حزب دموکراتیک کردستان (KDP) در ۲ استان دهوک و استان اربیل، و اتحادیه میهنی کردستان (PUK) در استان سلیمانیه برای ایجاد دو دولت خودمختار کرد صورت گرفت. پس از آشتی و تقسیم قدرت بین حزب دموکرات کردستان و PUK، و انتخابات پارلمانی کردستان عراق، ۲۰۰۵، یک دولت متحد کردستان ایجاد شد. حزب دموکرات کردستان-KDP و اتحاد میهنی کردستان- PUK قدرت را به دست گرفتند و دولتی تشکیل دادند که از (۲۰۰۶–۲۰۰۹) توسط نچیروان ادریس بارزانی KDP و از (۲۰۰۹–۲۰۱۲) توسط برهم صالح (PUK) رهبری شده‌است. وقتی که یکی از مقامات سابق (PUK) نوشیروان مصطفی حزب جدید جنبش تغییر را تأسیس کرد، حزب جدید در درجه اول به حمایت انتخاباتی PUK's در انتخابات پارلمانی کردستان عراق، ۲۰۰۹ صدمه زد. به موجب فهرست غرب کردستان به ریاست نچیروان ادریس بارزانی یک دولت جدید تشکیل شد. انتخابات ریاست‌جمهوری همزمان با انتخابات پارلمانی عراق ، انتخابات پارلمانی ۲۰۱۳ برگزار شد. با این حال، در ماه‌های پیش از انتخابات، ریاست مجلس به ریاست نچیروان بارزانی برای دو سال دیگر تمدید شد. هنگامی که انتخابات پارلمانی برگزار شد، حزب دموکرات کردستان و اتحادیه میهنی (PUK) برای اولین بار از سال ۱۹۹۲ در لیست جداگانه‌ای قرار گرفتند. حزب دموکرات کردستان KDP با پشتوانه قوی ایالات متحده آمریکا در استان دهوک و استان اربیل توانست کمیت آرا را بالا ببرد، و اکثریت قاطع آرا را به دست آورد.
مجلس کردستان در ۲۴ اکتبر ۲۰۱۷ اعلام کرد که انتخابات ریاست‌جمهوری و مجلس هشت ماه به تعویق افتاده‌است. این تصمیم پس از آن گرفته شد که کمیسیون مستقل انتخابات اعلام کرد که احزاب سیاسی نتوانسته‌اند به دلیل درگیری عراق با کردها ۲۰۱۷ کاندیدی برای ثبت‌نام اعلام کنند.